# Bejucal
Bejucal è un comune di Cuba, situato nella provincia di Mayabeque.

## Storia
La ferrovia aperta tra L'Avana e Bejucal il 19 novembre 1837 dalla  Compania de Caminos de Hierro de La Habana fu il primo tratto ferroviario aperto in Iberoamerica. 
Le linee della prima ferrovia iberoamericana furono posate su uno strato di zavorra di sei pollici, panchine di pietra lunghe 7,5 piedi a una distanza di 12 piedi tra ciascuna. La costruzione del tratto tra L'Avana e Bejucal ha posto difficoltà a causa dell'elevazione sul livello del mare di entrambe le città; il Bejucal supera la capitale cubana di 320 piedi.
La costruzione fu diretta dalla compagnia 'Ferrocarril del Oeste' e dava lavoro a schiavi di origine africana, cinese, creola, irlandese e lavoratori delle Isole Canarie. Nel processo di fabbricazione dei binari, si stima che per ogni chilometro costruito siano morte circa 12 persone.
Questi primi 27,5 km di linea furono poi prolungati fino a Güines.